# جائزة إم تي في لأفضل أغنية مصورة من فلم
جائزة إم تي في لأفضل أغنية مصورة من فيلم هي جائزة تمنح منذ سنة 1987 لأفضل أغنية مصورة آستعملت كموسيقى تصويرية في فيلم. مع مرور الوقت، أصبحت الأغاني المصورة المستعملة كموسيقى تصويرية نادرة، لتكون آخر جائزة منحت في عام 2003.

## الفائزون
| عام  | الفائز                                                                                    | المرشحين الآخرين |
| ---- | ----------------------------------------------------------------------------------------- | --- |
| 1987 | رؤوس متكلمة — "Wild Wild Life" (from True Stories ‏)                                       | - إريك كلابتون — "It's in the Way That You Use It" (from The Color of Money) - رودني دانجيرفيلد — "Twist and Shout" (from العودة للمدرسة ‏) - أريثا فرانكلين — "Jumpin' Jack Flash" (from Jumpin' Jack Flash ‏) - بن إي كينغ — "Stand by Me ‏" (from قف بجانبي) |
| 1988 | Los Lobos — "La Bamba ‏" (from La Bamba ‏)                                                  | - بوب سيجر — "Shakedown" (from Beverly Hills Cop II) |
| 1989 | يو تو with بي بي كينغ — "When Love Comes to Town" (from Rattle and Hum)                   | - آني لينوكس and الغرين — "Put a Little Love in Your Heart" (from Scrooged) |
| 1990 | بيلي أيدول — "Cradle of Love ‏" (from مغامرات فورد فيرلين ‏)                                | - زي زي توب — "Doubleback" (from العودة إلى المستقبل 3) |
| 1991 | كريس إسحاق — "ويكد جيم" (from وايلد ات هارت (فيلم))                                       | - غنز آن روزز — "You Could Be Mine" (from يوم الحساب) |
| 1992 | كوين — "بوهيميان رابسودي" (from Wayne's World ‏)                                           | - إم سي هامر — "Addams Groove ‏" (from عائلة آدامز (توضيح)) |
| 1993 | أليس إن تشاينز — "Would?" (from Singles)                                                  | - Paul Westerberg — "Dyslexic Heart" (from Singles) |
| 1994 | بروس سبرينغستين — "Streets of Philadelphia" (from فيلادلفيا (فيلم))                       | - سينيد أوكونور — "You Made Me the Thief of Your Heart" (from باسم الأب) |
| 1995 | Seal — "Kiss from a Rose" (from باتمان للأبد)                                             | - Urge Overkill — "Girl, You'll Be a Woman Soon" (from خيال رخيص) |
| 1996 | كوليو (مغني) (featuring لاري ساندرز) — "جنة العصابات" (from عقول خطرة)                    | - آدم كلايتون and Larry Mullen, Jr. — "Theme from Mission: Impossible" (from مهمة مستحيلة) |
| 1997 | ويل سميث — "Men in Black ‏" (from Men in Black)                                            | - بروس سبرينغستين — "Secret Garden ‏" (from جيري ماغواير) |
| 1998 | أيروسميث — "I Don't Want to Miss a Thing" (from أرمجدون (فيلم))                           | - شون كومز (featuring جيمي بيج) — "Come with Me ‏" (from غودزيلا (فيلم 1998)) |
| 1999 | مادونا (مغنية) — "Beautiful Stranger" (from أوستن باورز: الجاسوس الذي غيرني)              | - ويل سميث (featuring Dru Hill and كوول مو دي) — "Wild Wild West" (from برية الغرب المتوحش) |
| 2000 | آليا — "Try Again ‏" (from روميو يجب أن يموت)                                              | - سيسكو (featuring فوكسي براون) — "Thong Song (remix)" (from Nutty Professor II: The Klumps) |
| 2001 | كريستينا أغيليرا، ليل كيم، ميا هاريسون وبينك (بتعاون مع ميسي إيليوت) — "الطاحونة الحمراء" | - يو تو — "Elevation (Tomb Raider Mix) ‏" (from لارا كروفت: تومب رايدر) |
| 2002 | تشاد كروجر (بتعاون مع جوزي سكوت) — "البطل" (من فيلم الرجل العنكبوت)                       | - ويل سميث — "Black Suits Comin' (Nod Ya Head)" (from رجال ذو بزات سوداء 2) |
| 2003 | إمينيم — "اخسر نفسك" (8 أميال)                                                            | - بريتني سبيرز (بتعاون مع فاريل ويليامز) — "صبية (أغنية)" (from أوستن باورز في غولدميمبر) |